# Federico Cartabia
Federico „Fede“ Nicolás Cartabia (* 20. Januar 1993 in Rosario) ist ein argentinischer Fußballspieler. Der Flügelspieler steht bei al-Ahli Dubai unter Vertrag.

## Karriere

### Verein
Cartabia wuchs in der Ortschaft Bombal rund 100 km von seinem Geburtsort Rosario entfernt auf. Bereits in seiner Jugend zog er mit seinen Eltern und seinem Bruder nach Spanien. Bis dahin spielte er nach eigener Aussage Fußball ausschließlich beim örtlichen Fußballverein Sportivo Bombal. Sein sportliches Potential wurde nach einer Partie im von David Bisconti und Juan Antonio Pizzi geleiteten Leistungszentrum von letzterem entdeckt. Dieser überzeugte ihn von einem Wechsel nach Spanien. Auf der iberischen Halbinsel trainierte er zunächst beim FC Barcelona, fand jedoch keine Beachtung, so dass er schließlich im Alter von 13 Jahren in der Jugend des FC Valencia unterkam. Da ihm jedoch die notwendigen Papiere anfangs fehlten, musste er ein Jahr lang auf sein erstes Spiel warten.
Am 17. August 2013 kam er beim 1:0-Sieg gegen den FC Málaga erstmals in der Primera División zum Einsatz. In der Saison 2014/15 wurde er an den Ligakonkurrenten FC Córdoba verliehen, für den er am 30. August 2014 beim 1:1 gegen Celta Vigo sein erstes Tor im Profifußball erzielte. Die Spielzeit 2015/16 spielte Cartabia auf Leihbasis bei Deportivo La Coruña und erzielte dort drei Tore in 26 Ligaspielen. Ende Januar 2017 wurde er bis Saisonende an Sporting Braga verliehen. Nach seiner Rückkehr wechselte er fest zu Deportivo La Coruña. Im August 2019 wurde Cartabia für ein Jahr an al-Ahli Dubai verliehen und anschließend fest verpflichtet.

### Nationalmannschaft
Cartabia nahm mit der argentinischen U20-Nationalmannschaft im Januar 2013 an der U20-Südamerikameisterschaft im eigenen Land teil und debütierte am 10. Januar 2013 bei der 0:1-Niederlage gegen Chile. Insgesamt kam er für die Auswahl zu drei Einsätzen.